# アトラス・アリーナ

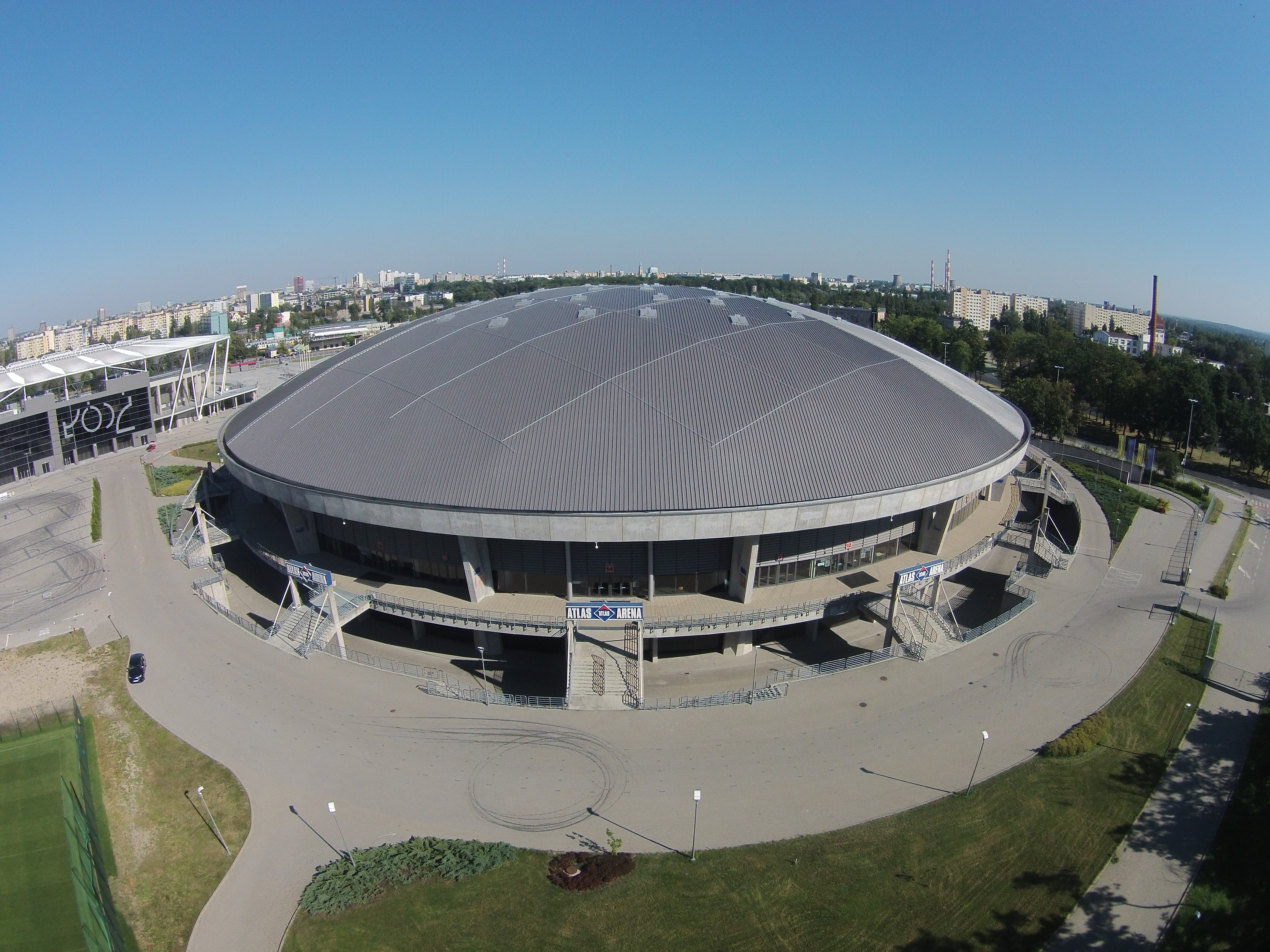
Aerial view

アトラス・アリーナ（Atlas Arena）はポーランドのウッチ県ウッチに所在する多目的アリーナ。

## 概要
2014年バレーボール男子世界選手権・2024年男子・25女子VNL決勝が当地で開催。